# Margaretha Haverman
Margaretha Haverman (doop in Breda, 28 oktober 1693 – onbekend) was een Nederlands kunstschilderes. Zij schilderde stillevens van bloemen en fruit en was enkele jaren leerlinge van Jan van Huijsum en mogelijk kortstondig van Antoon Schoonjans. Na haar huwelijk vertrok zij naar Parijs. Hier was zij de tweede vrouw ooit die lid werd van de Académie Royale.

## Biografie
De geboortedatum van Haverman is niet bekend, maar wel dat ze op 28 oktober 1693 luthers gedoopt is in Breda. Toen ze daar nog woonde, was haar vader Daniël Haverman kapitein in het Deense leger.

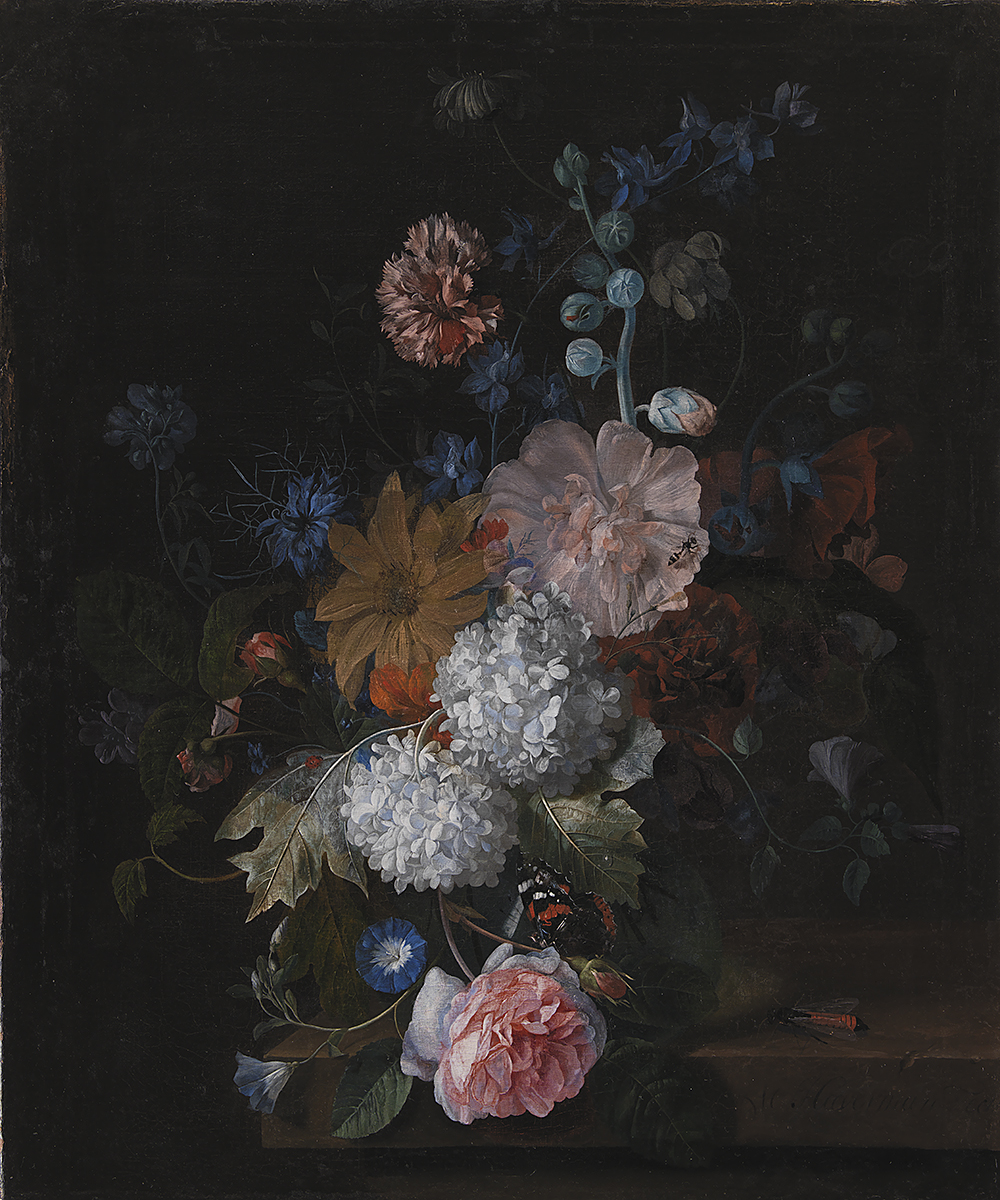
Bloemstilleven met vlinder en andere insecten op stenen plint, ca. 1720, Statens Museum for Kunst, Kopenhagen

Het gezin vertrok in 1703 naar Amsterdam, waar haar vader de leiding kreeg over een jongenskostschool. Hier kreeg ze les van Jan van Huijsum. Hij was een meester-schilder die bekend werd om zijn stillevens. Hij gaf eigenlijk geen les, maar werd hiertoe overgehaald door Margaretha's vader. Ze had talent en toen zij Van Huijsum dreigde voorbij te streven, probeerde hij verschillende malen van haar af te komen. Door tussenkomst van haar vader lukte hem dit telkens niet. Op een gegeven moment zou er sprake zijn geweest van een "slechte daet,...., en den luister van haere bequamheden niet weinig benevelde". Het is niet bekend waar dit precies over gaat. Van Huijsum vond in dit incident echter aanleiding om het door te vertellen aan iedereen die het wilde horen. Hierdoor was hij alsnog van zijn pupil af.
Ze ging op 25 juli 1721 in ondertrouw met de uit Frankrijk afkomstige architect en koopman Jacques de Mondoteguy. Hij was weduwnaar sinds 1720. Hierna vertrok zij naar Parijs, naar men aanneemt met haar man. Hij had kinderen uit zijn eerste huwelijk en ze kregen ook samen kinderen.
Op 31 januari 1722 werd zij in Parijs ingeschreven als lid van de Académie royale de peinture et de sculpture. Ze was het tweede vrouwelijke lid uit de geschiedenis van de academie. Ze kreeg meteen een opdracht op de dag dat ze toegelaten werd, omdat ze toen een schilderij in de stijl van Van Huijsum had getoond. Daarvan werd in februari 1722 een uitgebreide beschrijving gegeven in Le Mercure. Hierbij wordt ook de Vlaming Antoon Schoonjans genoemd als leraar van haar. Die was in 1706 in Amsterdam, maar dan zou ze al als dertienjarige les van hem gekregen moeten hebben.
Na een jaar had Haverman de schilderopdracht nog steeds niet vervuld, wat argwaan opleverde bij de Académie Royale. Omdat eraan getwijfeld werd of het schilderij dat ze getoond had daadwerkelijk van haar hand was, werd haar lidmaatschap weer ingetrokken.
Oude bronnen spreken elkaar vanaf dit moment tegen. Volgens enkele bronnen zou ze in die tijd op 29-jarige leeftijd zijn overleden, maar het kan zijn dat een fout werd gemaakt. Volgens een andere bron zou zij met haar man zijn meegereisd naar Bayonne. In 1730 stond daar een echtgenote ingeschreven bij De Mondoteguy, maar haar naam wordt niet genoemd. Na Mondoteguys dood in 1739 verliet diens vrouw Bayonne.

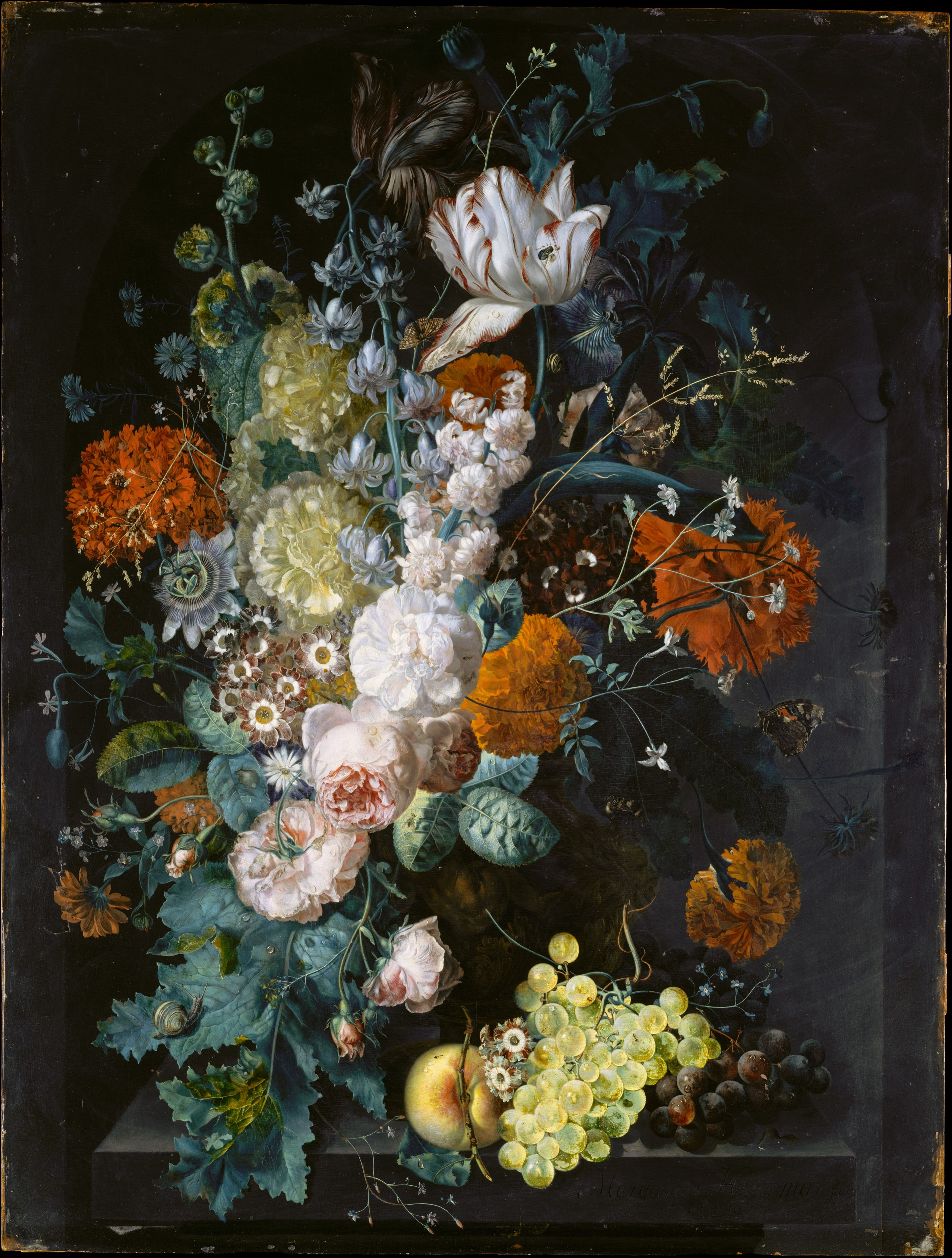
Vaas met bloemen, 1716, Metropolitan Museum of Art, New York (gesigneerd met haar volledige naam en jaartal 1716)

## Werk
In catalogi van veilingen in de 18e en 19e eeuw komen verschillende schilderijen van Haverman voor. Tegenwoordig zijn twee van haar schilderijen geïdentificeerd. Een ongedateerd stilleven hangt in het Statens Museum for Kunst in Kopenhagen en is afkomstig uit het Deense slot in Fredensborg, een van de paleizen van het koningshuis van Denemarken. Het andere, uit 1716, hangt in het Metropolitan Museum of Art in New York. Vanwege het onderscheid ten opzichte van werk van Van Huijsum worden ook andere, niet gesigneerde werken aan haar toegeschreven. Ook wordt voor mogelijk gehouden dat werk van haar hand aan Van Huijsum of een van zijn familieleden is toegeschreven.
Walter Liedtke schrijft over haar werk dat in New York hangt dat het een meesterlijk geschilderd stilleven is, maar als het vergeleken wordt met de schilderijen van Van Huijsum het toch wat eenzijdig en afgezaagd is. Van Huijsum wist volgens Liedtke zijn schilderijen iets meer atmosfeer, licht en volume te geven. Hij meent dat de details in het werk van Haverman bijzonder goed zijn weergegeven, maar niet echt overweldigend en soms wat droog.
- Biografisch Portaal: 11220396
- Digitale Bibliotheek voor de Nederlandse Letteren: have039
- RKD-Nederlands Instituut voor Kunstgeschiedenis: 36580
- Union List of Artist Names: 500013295
- Virtual International Authority File: 95762187